# ベルリン地下鉄3号線
ベルリン地下鉄3号線（独: Linie U3）は、ベルリン地下鉄の路線である。

## 概要
19.7kmの路線を有し、駅数は24駅である。ベルリン南西部から旧西ベルリンの中心地であるノレンドルフプラッツに至る。2018年5月からさらに東へ、それ以前はU1だけの運行だったノレンドルフプラッツ駅 - ヴァルシャウアー・シュトラーセ駅間も直通運転している（早朝、夜間、終夜運転時等除く）。
U1、U2、U4と同様に、U3も1914年までに開業したベルリン地下鉄のひとつであり、細い電車とトンネルであることから小型規格（Kleinprofil）と呼ばれている。
運賃はヴァルシャウアー・シュトラーセ - ハイデルベルガー・プラッツ間はZone A、リューデスハイマー・プラッツ - クルメ・ランケ間はZone Bである。平日は5分間隔、土休日は10分間隔での運行が基本である。